# کشتی‌های هلندی در دریای آرام
کشتی‌های هلندی در دریای آرام (به انگلیسی: Dutch Ships in a Calm Sea) یک تابلو در سال ۱۶۶۵ روی بوم نقاشی شده توسط هنرمند دریانورد هلندی، ویلم فان دو فلده جوان (۱۶۳۳–۱۷۳۳) است. فرزند ویلم فان دو فلده بزرگ، که در هنرهای دریایی نیز تخصص دارد، ابتدا توسط پدرش و بعداً توسط سیمون دو ولجر آموزش دید.
بیشتر کارهای ویلم فان دو فلده نشان دهنده حمل و نقل در سواحل هلند است. کشتی‌ها با جزئیات بسیار پیچیده‌ای رنگ آمیزی شده‌اند و سابقه ای باکیفیت از حمل و نقل را در این دوره ارائه می‌دهند. او همچنین در تفسیر دریا و آسمان در شرایط مختلف آب و هوایی سرآمد است. این نقاشی در مجموعه موزه ملی در آمستردام قرار دارد.